# Carlos Salom
Carlos Daniel Salom Zulema (* 15. April 1987 in Corrientes) ist ein palästinensisch-argentinischer Fußballspieler.

## Karriere

### Verein
Carlos Salom erlernte das Fußballspielen beim Sacachispas FC in Villa Soldati, einem Stadtteil der argentinischen Hauptstadt Buenos Aires. Seinen ersten Auslandsvertrag unterschrieb er 2007 in Spanien bei Rayo Vallecano. Mitte 2007 ging er wieder nach Argentinien, wo er sich dem Club Sportivo Barracas Bolívar aus Barracas, einem Stadtviertel von Buenos Aires, anschloss. Im Juli 2008 unterschrieb er einen Vertrag in Peru beim Club Sportivo Cienciano in Cusco. Nach einem halben Jahr ging er wieder in seine Heimat. Über die argentinischen Stationen Sacachispas FC, CA Barracas Central, Olimpo de Bahía Blanca und All Boys kam er 2012 nach Chile. Hier nahm ihn Deportes Concepción, ein Verein, der in Concepción beheimatet ist, unter Vertrag. Anfang 2014 wechselte er zum Erstligisten Unión Española aus Santiago de Chile. Mitte 2017 wechselte er für den Rest des Jahres nach Mexiko, wo er einen Vertrag beim Club Puebla unterschrieb. Der thailändische Club Bangkok United aus der thailändischen Hauptstadt Bangkok nahm ihn 2018 unter Vertrag. Nach der Hinrunde 2018 wurde er an den indischen Club Chennaiyin FC aus Chennai ausgeliehen. Der Verein spielte in der Indian Super League. Nach Vertragsende im März 2019 war er bis Juli 2019 vertrags- und vereinslos. Im August 2019 nahm ihn sein ehemaliger Club CA Barracas Central wieder unter Vertrag. Anfang 2021 wechselte er dann für sechs Monate zum Viertligisten ASD San Luca nach Italien und anschließend spielte er wieder in der Heimat für CA Boca Unidos. Seit dem 5. November 2022 ist er nun für den italienischen Amateurverein US Civitanovese aktiv.

### Nationalmannschaft
Carlos Salom absolvierte am 6. September 2016 ein Testspiel für die palästinensischen A-Nationalmannschaft gegen Tadschikistan im Dora International Stadium in Hebron. Er war der Torschütze zum 1:1-Endstand, als er in der 50. Minute einen Elfmeter verwandelte.